# Bakur Gogitidze
Bakur Gogitidze (gruz. ბაკურ გოგიტიძე; ur. 9 października 1973) – gruziński zapaśnik walczący w stylu klasycznym. Olimpijczyk z Atlanty 1996, gdzie zajął czternaste miejsce w kategorii 100 kg.
Srebrny medalista mistrzostw świata w 1994. Szósty na mistrzostwach Europy w 1996 i 1997 roku.